# バイ・バイ (マライア・キャリーの曲)
「バイ・バイ」（Bye Bye）は、アメリカ合衆国の歌手マライア・キャリーとジョンテイ・オースティン、スターゲイトのメンバー2人がマライアの11作目のスタジオ・アルバム『E=MC²』のために製作した楽曲。この楽曲のプロデュースはマライアとスターゲイトが行っており、この楽曲はアルバムからのセカンド・シングルとしてリリースされた。
アメリカ合衆国においてビルボードが展開する総合シングルチャートBillboard Hot 100では最高位19位を記録しており、チャートには12週留まった。

## リリース日一覧
| 地域           | リリース日    | レーベル             | 規格                               | カタログ番号              |
| -------------- | ------------- | -------------------- | ---------------------------------- | ------------------------- |
| アメリカ合衆国 | 2008年4月14日 | アイランド・レコード | デジタル・ダウンロード             |                           |
| イギリス       | 2008年6月23日 | アイランド・レコード | CDシングル、デジタル・ダウンロード | 1774465 1774467           |
| ヨーロッパ     | 2008年7月18日 | アイランド・レコード | CDシングル、デジタル・ダウンロード | 602517744653 602517744677 |
| 台湾           | 2008年6月27日 | アイランド・レコード | CDシングル、デジタル・ダウンロード | 1774467                   |

## チャート成績
| チャート（2008年）               | 最高順位 |
| -------------------------------- | -------- |
| アメリカ（Billboard Hot 100）    | 19       |
| イギリス（全英シングルチャート） | 30       |